# جنازه دشمن من
جنازه دشمن من (به انگلیسی: Body of My Enemy) یک فیلم سینمایی جنایی فرانسوی به کارگردانی آنری ورنوی و بازی ژان-پل بلموندو در نقش اصلی محصول سال ۱۹۷۶ میلادی است.